# Willie Smith (saxofonist, 1926)
Willie 'Face' Smith (1926 - Cleveland, 1 december 2009) was een Amerikaanse jazzsaxofonist, componist en arrangeur.

## Biografie
Smith werkte tijdens de jaren 1940 en 1950 met Tadd Dameron, Benny Bailey, Thelonious Monk en John Coltrane en als arrangeur resp. componist ook met Lionel Hampton, Scatman Carruthers, tijdens de jaren 1960 in de Motown-studios (o.a. met Stevie Wonder, Marvin Gaye, The Temptations, Diana Ross & The Supremes) en tijdens de jaren 1970 met Brother Jack McDuff's Heating System. Als orkestleider werkte hij tijdens de jaren 2000 met Joe Lovano, wiens mentor hij was en was hij te horen op diens albums 52nd Street Themes (2000, met Smiths Dameron-arrangementen) en On This Day: At the Vanguard (2003).
- Gemeinsame Normdatei: 108972814X
- Library of Congress Control Number: no2001045840
- MusicBrainz: 954df2ae-53b8-4253-a3e9-d52dec3c4a30
- Virtual International Authority File: 19328314
- WorldCat: E39PBJvhvDKJgYTJTGbqBGgMyd